# Pantelejmon (Mitriukowski)
Pantelejmon, imię świeckie Siergiej Mitriukowski (ur. 15 stycznia?/28 stycznia 1912 w Wotkińsku, zm. 28 stycznia 1993 tamże) – rosyjski biskup prawosławny.

## Życiorys
Urodził się w rodzinie urzędniczej. Po ukończeniu siedmioklasowej szkoły podstawowej w Wotkińsku pełnił w miejscowym soborze funkcje hipodiakona, psalmisty i lektora. W latach 1928–1932 był psalmistą w cerkwi we wsi Kijasowo. W latach 1933–1944 pracował kolejno w fabryce traktorów w Stalingradzie, a następnie w kilku zakładach w Wotkińsku na stanowiskach księgowego i ekonomisty odpowiedzialnego za planowanie. W 1943 zmobilizowany, ale z powodu złego stanu zdrowia (choroby płuc i serca) został uznany za niezdolnego do służby wojskowej.
18 września 1944 arcybiskup permski Aleksander (Tołstopiatow) wyświęcił go na diakona, zaś 5 lutego 1945 na kapłana. Ks. Mitriukowski był duchownym żonatym, miał jednego syna – Lwa. Służył w różnych parafiach eparchii permskiej; w 1956 otrzymał godność protoprezbitera. W tym samym roku zmarła jego żona. Od 1959 do 1975 służył w eparchii iżewskiej, w tym od 1968 był proboszczem parafii soboru Trójcy Świętej w Iżewsku. 7 sierpnia 1975 złożył wieczyste śluby zakonne, przyjmując imię Pantelejmon. 10 sierpnia tego samego roku otrzymał godność archimandryty, zaś 19 sierpnia został wyświęcony na biskupa kazańskiego i marijskiego.
W 1988 z uwagi na zły stan zdrowia Święty Synod Rosyjskiego Kościoła Prawosławnego przeniósł biskupa Pantelejmona w stan spoczynku. Do swojej śmierci w 1993 duchowny mieszkał w Wotkińsku i tam został pochowany.